# Philodromus marxi
Philodromus marxi är en spindelart som beskrevs av Eugen von Keyserling 1884. Philodromus marxi ingår i släktet Philodromus och familjen snabblöparspindlar. Inga underarter finns listade i Catalogue of Life.